# Акомак (окръг, Вирджиния)
Окръг Акомак (на английски: Accomack County) е окръг в щата Вирджиния, Съединени американски щати. Заедно окръзите Акомак и Нортхемптън съставляват източния бряг на Вирджиния, който от своя страна е част от полуостров Делмарва, граничещ с залива Чесапийк и Атлантическия океан.  Площта му е 3393 km². Административен център е град Акомак.
Източният бряг на Вирджиния е известен като "Акомак Шир", докато не е преименуван на окръг Нортхемптън през 1642 г. Сегашният окръг Акомак е създаден от окръг Нортхемптън през 1663 г. район, който англичаните изследват за първи път през 1603 г.
Според преброяването през 2020 г., общото население е 33 413 души. Населението на Акомак е останало относително стабилно през последния век, въпреки че Акомак е една от най-бедните части на Вирджиния. 

## История
Окръгът е кръстен на първоначалните си жители, хората Акомак, източно алгонкино-говорещо индианско племе.
Англичани идват в района през 1603 г., четири години преди основаването на колонията Джеймстаун. Капитан Джон Смит посещава региона през 1608 г. Племето по това време наброява около 6 000 души и се управлява от Дебедевон, върховен вожд, когото английските колонисти наричат „Смеещия се крал“. Той става верен съюзник на английските новодошли, като им предоставя няколко големи площи за собствено ползване.
Окръгът е основан през 1634 г. като едно от осемте графства на Вирджиния. Името идва от родната дума Accawmacke, което означаваше "от другата страна". През 1642 г. името е променено на Нортхемптън, следвайки политиката на елиминиране на „езическите имена“. Нортхемптън е разделен на два окръга през 1663 г. Северният приема оригиналното име, докато южният остава Нортхемптън.
През 1670 г. кралският губернатор на колонията Вирджиния Уилям Бъркли премахва окръг Акомак, но Общото събрание на Вирджиния го създава отново през 1671 г.
През 1940 г. Общото събрание официално добави "k" в края на името на окръга, за да достигне до сегашния му правопис. Името на "Accomack County" се появява за първи път в решенията на Съвета на Съединените щати за географските имена през 1943 г.

## География
Според Бюрото за преброяване на САЩ, окръгът има обща площ от 1310 квадратни мили (3400 km 2), от които 450 квадратни мили (1 200 km 2) са земя и 861 квадратни мили (2 230 km 2) (65,7%) са вода. Това е най-големият окръг във Вирджиния по обща площ.
Щатът Делауеър е на около 36 мили (58 км) от държавната линия Вирджиния и Мериленд в Грийнбеквил.

## Съседни окръзи
- Окръг Съмърсет, Мериленд - северозапад
- Окръг Устър, Мериленд - североизток
- Окръг Нортхемптън, Вирджиния - юг
- Окръг Мидълсекс, Вирджиния - запад
- Окръг Ланкастър, Вирджиния - запад
- Окръг Нортъмбърланд, Вирджиния - запад

## Национални защитени територии
- Национален морски бряг на остров Асатиг (част)
- Национален резерват за дива природа Чинкотийг (част)
- Национален резерват за дива природа на Глен Мартин (част)
- Национален резерват за дива природа на остров Уалопс

## Известни хора
- Уилям Андерсън, роден в окръг Акомак, конгресмен на САЩ от Пенсилвания [9]
- Томас Евънс, (ок. 1755–1815), роден в окръг Акомак, конгресмен на Съединените щати от Вирджиния[9]
- Люси Вирджиния Френч, (1825-1881), писател
- Джордж Т. Гарисън, (1835–1889), роден в окръг Акомак, член на законодателния орган на щата Вирджиния и конгресмен на Съединените щати от Вирджиния[9]
- Джеймс Хамилтън, (около 1710–1783), роден в окръг Акомак, адвокат и кмет на Филаделфия[9]
- Джеймс Хенри, (1731–1804), роден в окръг Акомак, адвокат и делегат на Континенталния конгрес [9]
- Ралф Нортъм, (1957-), роден и израснал в окръг Акомак, 73-ти губернатор на Вирджиния
- Дейвид П. Уебър, (? -), жител на окръг Акомак, адвокат, професор и съдебно-счетоводен счетоводител, който беше виден разобличител в неправомерното поведение на Бърнард Л. Мадоф и въпросите за китайския шпионаж
- Хенри А. Уайз, (1806–1876), министър на Бразилия, губернатор на Вирджиния и генерал от Конфедерацията [9]